# 310 (numero)
Trecentodieci (310) è il numero naturale dopo il 309 e prima del 311.

## Proprietà matematiche
- È un numero pari.
- È un numero composto con i seguenti divisori: 1, 2, 5, 10, 31, 62, 155, 310. Poiché la somma dei suoi divisori (escluso il numero stesso) è 266 < 310, è un numero difettivo.
- È un numero noncototiente.
- È un numero felice.
- È un numero sfenico.
- È un numero palindromo nel sistema di numerazione posizionale a base 11 (262).
- È parte delle terne pitagoriche (186, 248, 310), (310, 744, 806), (310, 936, 986), (310, 4800, 4810), (310, 24024, 24026).
- È un numero colombiano nel sistema numerico decimale.
- È un numero congruente.

## Astronomia
- 310P/Hill è una cometa periodica del sistema solare.
- 310 Margarita è un asteroide della fascia principale del sistema solare.

## Astronautica
- Cosmos 310 è un satellite artificiale russo.